# Rolwaling Chu
Der Rolwaling Chu ist ein Zufluss des Tamakoshi und der Fluss des Rolwaling-Tales im Rolwaling Himal, Nepal, Himalaya. Er verläuft in Ost-West-Richtung, seine Quelle besteht aus mehreren Gletscherbächen, darunter der Ausfluss des Tsho-Rolpa-Gletscherendsees. Er mündet in den Tamakoshi und ist damit Teil des Ganges-Flusssystems. Innerhalb 26 km Länge überwindet der Fluss 3.000 Höhenmeter und ist damit vom Charakter her ein Wildwasser.
An seinem Verlauf liegen mehrere kleine Sherpa-Dörfer und Lodges. Großenteils entlang des Flusses verläuft die Route des Rolwaling-Treks.
Der Rolwaling Chu kurz unterhalb Beding